# Giovani Segura
Pour les articles homonymes, voir Segura (homonymie).
Giovani Segura est un boxeur mexicain né le 1er avril 1982 à Ciudad Altamirano.

## Carrière
Il devient champion du monde des poids mi-mouches WBA par intérim le 13 mars 2009 après sa victoire par arrêt de l'arbitre au 4e round face à Cesar Canchila puis champion à part entière le 6 mai après la destitution de Brahim Asloum. Segura conserve son titre le 25 juillet en battant Juanito Rubillar Jr. par jet de l'éponge à la 6e reprise, Sonny Boy Jaro dès le 1er round le 21 novembre et Walter Tello par arrêt de l'arbitre à la 4e reprise le 20 février 2010 puis s'empare du titre WBO le 28 août 2010 en battant par KO au 8e round Iván Calderón.
Laissant rapidement sa ceinture WBA vacante, il accorde une revanche à Calderon le 2 avril 2011 qu'il remporte brillamment dès le 3e round. Faisant de même avec la ceinture WBO, il est en revanche battu par le nouveau champion de la fédération, l'américain Brian Viloria, par arrêt de l'arbitre au 8e round le 11 décembre 2011 à Manille.
Le 18 mai 2013, il affronte son compatriote Edgar Sosa pour le titre WBC des poids mouches mais perd par décision unanime. Segura dispute et remporte ses trois combats suivants (dont un contre Hernan Marquez) avant de défier le champion unifié WBA et WBO des poids mouches, Juan Francisco Estrada, mais s'incline par k-o au 11e round.